# جينيسيس جي في80
جينيسيس جي في80 هي سيارة فاخرة كروس أوفر من تصنيع شركة السيارات الكورية جينيسيس موتورز.

## لمحة عامة
كُشف عن السيارة رسميًا في يناير 2020 كأول سيارة دفع رباعي لعلامة جينيسيس التجارية. وهي نتاج لتعاون بين فرق تصميم جينيسيس في كوريا وأوروبا والولايات المتحدة. صُنعت الأبواب وغطاء المحرك وأجزاء أخرى من الألمنيوم الموفر للوزن. 
تتوفر السيارة بثلاث محركات، وحدة 2.5 لتر بشاحن توربيني مع 304 PS (224 كـو؛ 300 حصان) ، وحدة سعة 3.5 لتر بشاحن توربيني مع 380 PS (279 كـو؛ 375 حصان) ، ومحرك ديزل سعة 3.0 لتر مع شاحن توربيني 278 PS (204 كـو؛ 274 حصان) ، والتي ستكون متاحة فقط في أسواق محددة.